# Міф про голокост
«Міф про голокост. Правда про долю євреїв у Другій світовій війні» - книга швейцарського представника ревізіоністської школи істориків, публіциста Юргена Графа. В анотації до книги  у виданні «Русский Вестник» зазначається, що ця найбільш стисла і в той же час найінформативніша робота Юргена Графа являє собою свого роду резюме всієї проблеми, пов'язаної із ревізіонізмом Голокосту. В анотації до книги у виданні «Витязь» вказується що автор на підставі аналізу документів і «свідчень» очевидців ставить під сумнів твердження про «голокост» - знищення гітлерівськими нацистами 6 млн євреїв, доводячи, що за допомогою цього чисельного перебільшення (замість 6 млн. - 600 тис.) був роздутий міф.

## Історія написання
«Міф про голокост. Правда про долю євреїв у Другій світовій війні» є перекладом виданої в 1993 р німецькою мовою книги «Голокост на випробувальному стенді» (нім. Der Holocaust auf dem Pruefstand: Augenzeugenberichte versus Naturgesetze, англ. Holocaust on the Test Stand:: Eyewitness Reports versus the Laws of Nature), яка крім російської була перекладена на французьку, іспанську, нідерландську, болгарську, італійську, українську, сербську та арабську мови. Граф розсилав примірники своєї книги, разом із супровідним листом на чотирьох сторінках багатьом вчителям історії, професорам, журналістам і політичним діячам у всій Швейцарії. Після видання книги в Німеччині Юрген Граф був звільнений з посади шкільного вчителя. Граф казав, що йому добре відомі ймовірні наслідки публікації його книги, і зазадалегідь очікував будь-яких офіційних дій, що будуть вжиті до нього. "Я  розраховував на відсторонення від роботи у школі", - казав він, - "але де-факто мене звільнили без попереднього повідомлення".
Близько 200.000 примірників розширеного видання були опубліковані і поширені в Росії під назвою «Міф про холокост».
В передмові видавця зазначається , що до видавництва «Русский Вестник» із проханням опублікувати цей матеріал звернувся Інститут перегляду історії (Institute Historical Review), що знаходиться в Лос-Анджелесі (США). Автор - швейцарський учений Юрген Граф співпрацює з цим інститутом, який "на строго науковій основі розвінчує історичні міфи". Також видавництво повідомляє, що "Пропонована читачеві робота перекладена з німецької мови і є далеко не першою на цю тему авторства відомого ревізіоніста Юргена Графа, але ця праця найбільш стисла і в той же час неабияк інформативна – вона являє собою свого роду резюме всієї проблеми".
Упорядник книги російський вчений Олег Платонов у своїй передмові вважає важливим, що автор книги не німець, а громадянин мирної Швейцарії, і що "свої мужні дослідження він веде лише в ім'я істини і справедливості".
Книга Ю.Графа «Міф про голокост. Правда про долю євреїв у Другій світовій війні» увійшла до анотованого бібліографічного покажчика "Друга світова війна. Велика Вітчизняна війна", підготовленого Російською державною бібліотекою у 2010 р..

## Структура та зміст
Книга складається з передмови, п'ятнадцяти розділів, висновку та приміток.
Передмова
I. Брехня про "газові камери" та про знищення євреїв
II. Функція "голокосту" у світі після 1945 р.
III. Ревізіоністи
IV. Що саме насправді відбувалося?
V. Хто один раз збрехав...
VI. Докази існування "голокосту"
VII. Документальні докази "голокосту"
VIII. Свідки "газових камер" Освенціму  (частина 1)
IX. Свідки "газових камер" Освенціму (частина 2)
X. Освенцім: наукові дослідження
XI. Інші "табори знищення"
XII. Чудеса на конвеєрі
XIII. Число 6 мільйонів
XIV. Слон, якого не помітили
XV. Сорочка Hecca
Висновок
Примітки
В книзі Юрген Граф відстоює наступні положення:
- Масове зникнення євреїв з місць компактного проживання сталося не внаслідок винищення, а в результаті їх переселення або депортації.
- Відсутність документів та наказів про знищення євреїв свідчить про те, що їх не існувало, оскільки в поспіху вони не могли бути знищені.
- Існує набагато менше свідків злочинів Голокосту, ніж прийнято вважати, а наявні свідчення винищення євреїв часто суперечать один одному.
- Масові отруєння газом і спалення тіл жертв у тих кількостях, які наводяться в офіційній історіографії, були технічно і економічно неможливі.

В розділі "Ревізіоністи" Юрген Граф стверджує, що ревізіоністи Голокосту заперечують три наступні положення:
1. Існування плану фізичного знищення євреїв.
2. Існування "газових камер" і "таборів смерті", улаштованих для знищення людей.
3. Вбивство на підконтрольних націонал-соціалістам територіях від 5 до 6 млн євреїв.

Він робить висновок, що ревізіонізм не "праворадикальний" рух, оскільки він взагалі не є ідеологією - він є методом.
Автора вражає переслідування ревізіоністів за законом у деяких країнах, адже на його думку такі закони суперечать конституційно гарантованому праву на вільне виявлення думок.
Юрген Граф вважає протиправною судову практику, яка опирається на закони, які позбавляють підсудних будь-якої можливості надавати свої докази і коли висновки експертів про технічну неможливість декларованих масових убивств не приймаються до уваги, через посилання на "очевидність" голокосту.
На думку Юргена Графа, якщо розповсюджувані ортодоксальними істориками протягом десятиліть заяви та обчислення розглянути під збільшувальним склом, то можна виявити, що там панує жахлива плутанина, і що офіційна версія голокосту постійно міняється.
Автор доводить, що вся історія Голокосту спирається на свідчення менше двох десятків головних свідків, які особисто не бачили газових камер, лише переказували почуте від когось. Юрген Граф стверджує, що не існувало ніякого плану фізичного знищення євреїв, що не існувало "газових камер" і "таборів смерті", улаштованих для знищення людей, навіть на підконтрольних націонал-соціалістах теренах не проживало від 5 до 6 млн євреїв.
Юрген Граф аналізує докази існування Голокосту і запевняє, що всі вони є або відвертою брехнею або вигадками, переконує, що насправді не існує ніяких доказів Голокосту. За словами Графа, єдиний доказ - це післявоєнні свідоцтва декількох "дивом уцілілих", але ці свідчення суперечливі, і жоден "вцілілий" не стверджує, що він дійсно особисто бачив умертвіння газом. Граф зазначає, що не існує документів тих років і ніяких твердих доказів: ні гір попелу, ні крематоріїв, здатних знищити мільйони трупів, ні груд одягу, ні людського мила, ні лампових абажурів, зроблених з людської шкіри, ні записів, ні достовірної демографічної статистики - нічого.
Наприкінці книги автор робить висновок, що викриття брехні "голокосту" може мати спустошливі наслідки не тільки для сіонізму, але й для політичної та інтелектуальної правлячої касти всього світу.

## Цитати
- «У Бога, мабуть, вірять два євреї із трьох, у газові камери - 99,9%».
- «Без "голокосту" світ ніколи й нізащо не погодився би на створення держави Ізраїль»
- «Хіба тягнуть до судів людей, котрі заперечують обертання Землі навколо Сонця?»
- «Передача до компетенції юристів права вирішення спірних історичних питань виглядає гротескно»
- «Будь-яка здатна думати людина зробить висновок, що істина, яку потрібно захищати за допомогою кримінального кодексу, на перевірку, швидше за все, виявиться брехнею»
- «Союзники цілеспрямовано за допомогою страшної повітряної війни спричинили тотальний голод, а потім лицемірно взяли на себе роль суддів над переможеними, заходилися їх судити за те, що в концтаборах погано годували»
- «Число жертв із роками поступово, але відчутно скорочується, втім, загальне число жертв "голокосту" в 5-6 млн від цього ніяк не коливається»
- «В 1990 р. ізраїльський "експерт з голокосту" Шмуль Краківський повідомив, що мило з євреїв є вигадкою і з винятковою нахабністю він додав, що цю казку склали німці, щоб заподіяти євреям душевні страждання»
- «Прообразом сьогоднішньої демократії найкраще служать відомі три мавпи, з яких одна не говорить, інша не бачить, а третя не чує»
- «Свідки можуть брехати або щиро помилятися. Доказ за допомогою свідків вважається найслабкішим з усіх видів доказів»
- «Таким чином ми опиняємося перед дивним фактом: обвинувачі Німеччини не надали жодного доказу "найбільшого злочину всіх часів"»
- «Гори взуття мають доводити масові вбивства, хоча доводять вони лише те, що їх хтось тут зібрав»
- «Якщо покази свідків розглянути під збільшувальним склом, то миттєво відкриється, що в них містяться речі, неможливі з погляду техніки і законів природи»
- «Трупи складаються майже на 90 відсотків з води і лише в розповідях "тих, що пережили голокост", вони полихають самі собою»
- «Для обвинувачуваних єдиним шансом пом'якшити вирок залишається не заперечувати існування газових камер і масових убивств, а тільки - свою участь у них»
- «Майбутні покоління не спроможні зрозуміти, як упродовж півстоліття могла існувати протиприродна історія про газові камери, і в неї вірила більшість людей, а тих, хто у ній сумнівався, переслідували за законом»
- «Не менш абсурдним є й вибір циклону-Б як засобу вбивства - якби євреїв будь-що прагнули отруїти, то вистачило б бойових отруйних речовин»
- «Тоді виходить, що в Третьому Рейху і молекули синильної кислоти підкорялися наказам СС, тобто не осаджувалися на стінах, щоб не видати своїх заступників після їхнього розгрому, а летіли прямо в рот або носову порожнину жертв»
- «Поза сумнівом, втрата 13% населення була жахливою трагедією для європейських євреїв, однак і в інших народів втрати були такі ж, або навіть більше»
- «"Голокост" у силу своєї історичної й технічної абсурдності з самого початку сам у собі містить своє спростування»
- «ГК вже надійно стали символом унікальності єврейських страждань, символом, яким не бажали жертвувати, щоб не потрясти основи, на яких тримався післявоєнний світовий порядок»
- «Бариші від великої неправди лише зростали - заради них пропаганду "голокосту" у підвладних ЗМІ роздмухували до шизофренії»

## Видання

### Друковані та аудіо
- Юрген Граф. Миф о холокосте. — М.: Русский вестник, 1996. (рос.)
- Граф Ю. Миф о холокосте. - М.: Витязь, 2000. (рос.)
- Граф Ю. Миф о холокосте. Правда о судьбе евреев во Второй мировой войне / Юрген Граф. — М. : Витязь, 2007. — 115 с. (рос.)
- Граф Ю. Миф о холокосте. Москва. : Витязь 2008. 116 с. Мягкий (бумажный) переплет, Обычный формат. (рос.)
- Юрген Граф. «Міф про голокост» / Аудіокнига: 2010. Формат: MP3, 128 Кбіт/с. Жанр: Історичне розслідування 293.09 MB (307,330,885 байт)[12] (рос.)

### Електронні версії
1. Јирген Граф. Мит о Холокаусту. Istina o sudbini Jevreja u Drugom svetskom ratu (Prevod sa ruskog Zoran Buljugić) (серб.)
2. Der Holocaust auf dem Pruefstand/ Augenzeugenberichte versus Naturgesetze /AAARGH 1993 (нім.)
3. Юрґен Ґраф. Міф про голокост. Правда про долю євреїв у Другій світовій війні [Архівовано 13 травня 2011 у Wayback Machine.] (укр.)
4. Юрген Граф. Миф о холокосте. Правда о судьбе евреев во второй мировой войне [Архівовано 26 червня 2011 у Wayback Machine.] (рос.)

## Судові процеси та заборони

Обкладинка заборонененої для розповсюдження у Сербії книги Юргена Графа «Міф про голокост» виданої сербською мовою

На основі швейцарського «антирасистського закону», який набув чинності з 1 січня 1995 року Баденський суд визнав, що Граф порушив закон як автор 4 книг, однією з яких була книга «Голокост на випробувальному стенді». Суд відкинув аргумент, що книга Графа «Голокост на випробувальному стенді» була написана і видана до 1 січня 1995, до того, як закон набув чинності. На запитання судді — якими мотивами він керувалися при написанні своїх книг — Граф відповів:

| Моїм головним мотивом був не захист німецького народу, хоча я люблю німців. Мій головний мотив - любов до істини. Я не виношу брехні... |
На запитання судді, чи вважає він свої книги науковими, Граф зазначив, що розділяє їх на три категорії: «Освенцім: визнання та свідоцтва про голокост» і книга про Майданек, яку він написав разом з Маттоньо — це наукові книги, а «Велика брехня XX століття» і «Голокост на випробувальному стенді» — це науково-популярні книги.
Французьке видання книги «Голокост на випробувальному стенді» було заборонено у Франції за наказом МВС
В жовтні 2010 р. Вищий суд у Белграді заборонив поширення книги швейцарського історика Юргена Графа «Міф про голокост» (серб. Jirgen Graf. Мит о Холокаусту. Istina o sudbini Jevreja u Drugom svetskom ratu.) і дав розпорядження МВС Сербії вилучити з продажу всі зразки книги. Рішення Вищого суду стало реакцією на запит прокуратури заборонити розповсюдження книги Графа в зв'язку з тим, що вона за словами представника прокуратури «сприяє розпалюванню міжнаціональної ворожнечі, ідеї, викладені в ній, є підбурюванням до дискримінації, ворожнечі і насильства».